# Funeral (album)
Funeral, som är engelska och betyder begravning, är det kanadensiska bandet Arcade Fires debutalbum. Albumet släpptes i  USA av Merge Records hösten 2004 och i Europa först i februari 2005. Albumet blev bland annat utnämnt till 2005 års bästa album av den brittiska tidskriften Uncut.

## Låtlista[3]
1. "Neighborhood #1 (Tunnels)" – 4:48
2. "Neighborhood #2 (Laika)" – 3:32
3. "Une Année Sans Lumière" – 3:40
4. "Neighborhood #3 (Power Out)" – 5:12
5. "Neighborhood #4 (7 Kettles)" – 4:49
6. "Crown Of Love" – 4:42
7. "Wake Up" – 5:35
8. "Haiti" – 4:07
9. "Rebellion (Lies)" – 5:10
10. "In the Backseat" – 6:20